# 大岡忠真
大岡 忠真（おおおか ただざね）は、江戸時代中期の旗本。大岡忠世家第2代当主。大岡忠世の次男。大岡忠相の養父。

## 経歴
兄の忠種が伯父の旗本・大岡忠行の養子となったため、父である忠世の世子となり寛永18年（1641年）に父が亡くなるとその遺跡を継いだ。
万治2年（1659年）、書院番となり、江戸の赤坂一ツ木の邸宅に居住した。忠真は実子の主馬が早世していたため、貞享3年（1686年）、一族の奈良奉行を務めた旗本・大岡美濃守忠高の四男・忠相に娘（珠荘院）を嫁がせ養子とした。元禄7年（1694年）8月28日、駿府城定番に就任。元禄13年（1700年）に病没。享年64。1920石の遺領と家督は養子の忠相が継いだ。